# 이순신대교
이순신대교(李舜臣大橋)는 전라남도 여수시 묘도동와 광양시 금호동을 연결하는 길이 2.26km의 현수교이다.
2013년 기준, 2개의 주탑 사이의 경간(徑間) 길이가 1,545m로 대한민국에서 가장 길고, 해수면에서 상판까지의 높이 역시 80m로 대한민국에서 가장 높다.
이 다리는 여수국가산단 진입도로 건설공사의 일환으로 건설되었으며, 2007년 10월에 착공하여 2012 여수 세계박람회 때문에 2012년 5월 10일부터 8월 13일까지 3개월여 간 임시개통하였다가 2013년 2월 8일에 정식으로 개통하였다.

## 개요
이순신대교는 여수국가산업단지 진입도로 건설공사 제3공구에 해당하는 2.26km의 교량구간으로, 2003년 8월 건설교통부에 여수산단진입도로 예비타당성 대상 신청으로 사업이 시작되었다.
계획 초기에는 가칭 '광양대교'로 불렸으나 2007년 2월부터 4월까지 전라남도에서 열린 전라남도 내 '주요 장대 교량에 대한 명칭 공모'를 통해 '이순신대교'라는 현재의 이름이 정해졌다.
이순신대교라는 이름은 다리가 건설된 여수시 묘도와 광양시 금호동 사이의 바다가 임진왜란 당시 노량 해전이 펼쳐진 노량 해협과 인접하였고, 전투를 이끈 이순신 장군의 주 활동 무대 중 하나이자 그가 전사한 곳이라는 이유에서 붙여지게 되었다. 또, 2개의 주탑 사이의 거리(주경간)는 이순신 장군의 탄신년인 1545년을 기리기 위해 1,545m로 설계하였고, 이는 2010년 12월 기준으로 대한민국에서 가장 길고 세계 4위에 해당한다.

## 교량의 특징
이순신대교는 2003년 여수국가산단 진입도로 개설공사 제3공구 사업으로 전라남도가 발주하였으며, 설계사는 유신코퍼레이션, 시공사는 대림산업이다.
총연장 2,260m, 주경간장 1,545m인 3경간 대칭 타정식 현수교로 도로는 왕복 4차선이다. 2010년 10월 10일에 완공된 2개의 주탑은 높이 270m로 세계 최고 높이이며, 덴마크 스토레벨트 다리(254m), 서울 63빌딩(249m), 남산(262m)보다도 높다. 2개의 주탑 사이의 경간(徑間) 길이는 기본계획 당시 1,100m였으나, 일반 아스팔트 대신 에폭시 아스팔트로 도로를 포장해 445m를 연장한 1,545m로 시공하였다.
이순신대교와 같은 현수교는 주탑과 앵커리지, 주탑과 주탑 사이를 잇는 주케이블에 행어케이블을 매달고 행어케이블이 상판을 들어올리는 형태인데, 이순신대교는 대한민국 최초로 전공정이 순수 국내 기술로 시공되었다. 설계는 유신코퍼레이션이 대림산업과 협력하여 맡았고, 시공사인 대림산업이 시공계획, 장비제작 등을 주도하였다. 앵커리지는 흥우산업, 주탑은 청진건설, 케이블은 케이블텍과 관수이앤씨가 협력업체로 참여했으며, 강교제작은 대림C&S와 현대스틸산업이 수행했다. 강판은 포스코, 케이블용 와이어는 고려제강, 주단강품은 삼영엠텍이 생산하였고, 한국기술개발, 동아기술공사, 포스코엔지니어링 3사가 공동으로 감리를 맡았다. 한편, 앵커리지는 여수 쪽엔 지중정착식, 연약지반인 광양 쪽엔 중력식으로 시공되었다.

## 국도 승격
이 다리는 개통 이후 관리권 문제가 대두되었는데, 광양시와 여수시에서는 다리에 대한 관리권이 없다는 이유로 단속 등 관리를 하지 않다가 관련 지자체인 전라남도, 여수, 광양이 공동 관리하기로 하였다. 그러나, 다리의 관리비용이 매년 약 12억원 정도인데다 시공사의 하자보수기간이 끝나면 관리비용이 1년에 100억원에 이를 수 있다는 예상까지 나오고 있다. 2023년 11월 전라남도 발표에 따르면 2013년 2월 이순신대교 개통 이후 올해까지 유지관리에 총 443억원이 투입되었다. 여수국가산단과 포스코 광양제철소 등을 오가는 대형 자동차의 통행이 잦은 탓에 도로 표면이 패거나 균열이 발생하는 일이 속출해서다. 이순신대교 유지관리비는 전남도(33.3%)·여수시(42.7%)·광양시(24.0%)가 분담해서 낸다. 이순신대교 유지관리비 규모는 개통 이후 매년 증가해왔다. 개통 직후인 2014년~2016년 3년간 총 57억원이던 게 2017년~2019년 117억원까지 늘었다. 2020년~2022년 3년간은 188억원을 쓴 데 이어 올해만 80억원 이상이 투입된다. 2020년 이후 연간 60억원 정도 썼는데 올해는 20억원 정도 늘었다. 전남도는 당장 2024년에만 200억원 정도 들 것으로 보고 대책을 마련 중이다. 내년 유지관리비 추산액(73억원)에 경관조명(40억원)과 교각 내·외부 도장(40억원), 행어로프 보수(25억원) 등이 추가된 비용이다.
이 다리는 주된 건설 목적이 광양, 여수 지역의 국가산업단지에서 생산되는 물류를 운송시키기 위한 산업도로 기능에 초점이 맞춰져 있기 때문에 전라남도, 여수시, 광양시 등 관련 지방자치단체에서는 이 다리 구간을 근처의 국도 제59호선으로 승격시켜줄 것을 국도 관리 주체인 국토교통부에 2014년 3월 24일 정식으로 건의하였다.

## 도로 포장 하자
2012년 5월 여수 엑스포에 맞춰 3개월 간 임시 개통을 했는데 아스팔트를 두번 연이어 포장해야 했지만, 한번만 하고 차량을 통행시킨 탓에 내구성에 문제가 생겨 포장이 뜯어지고 훼손되는 일이 발생했다. 시공사인 대림산업은 임시개통 이후 별다른 보강조치 없이 포장을 덧씌웠다. 이에 대해 대림산업 관계자는 '(아스팔트를) 분할시공을 하면 일체화가 (강하게) 안될 수 있다는 것에 대해 놓친 부분이 있다'며 문제를 인정했다.

## 교량 흔들림 사건
2014년 10월 26일 오후, 전남소방본부로 교량이 심하게 흔들린다는 시민 제보 10여 건이 발생했고, 교량이 전면 통제되었다. 이에 따라 차량들이 급히 대피하는 상황이 벌어졌다. 교량은 아래위로 1m가량 진동했고, 일부 시민들은 차량을 버리고 대피하기도 했다. 전라남도 측은 전문가들을 동원해 긴급 안전점검을 벌였다. 전문가들은 흔들림 현상의 원인을 도로포장 공사 과정에서 설치한 1.2m가량의 바람 가림막으로 보았다. 가림막이 바람을 막아 소용돌이가 생기면서 다리가 휘청거렸다는 진단이 나왔다.

## 갤러리

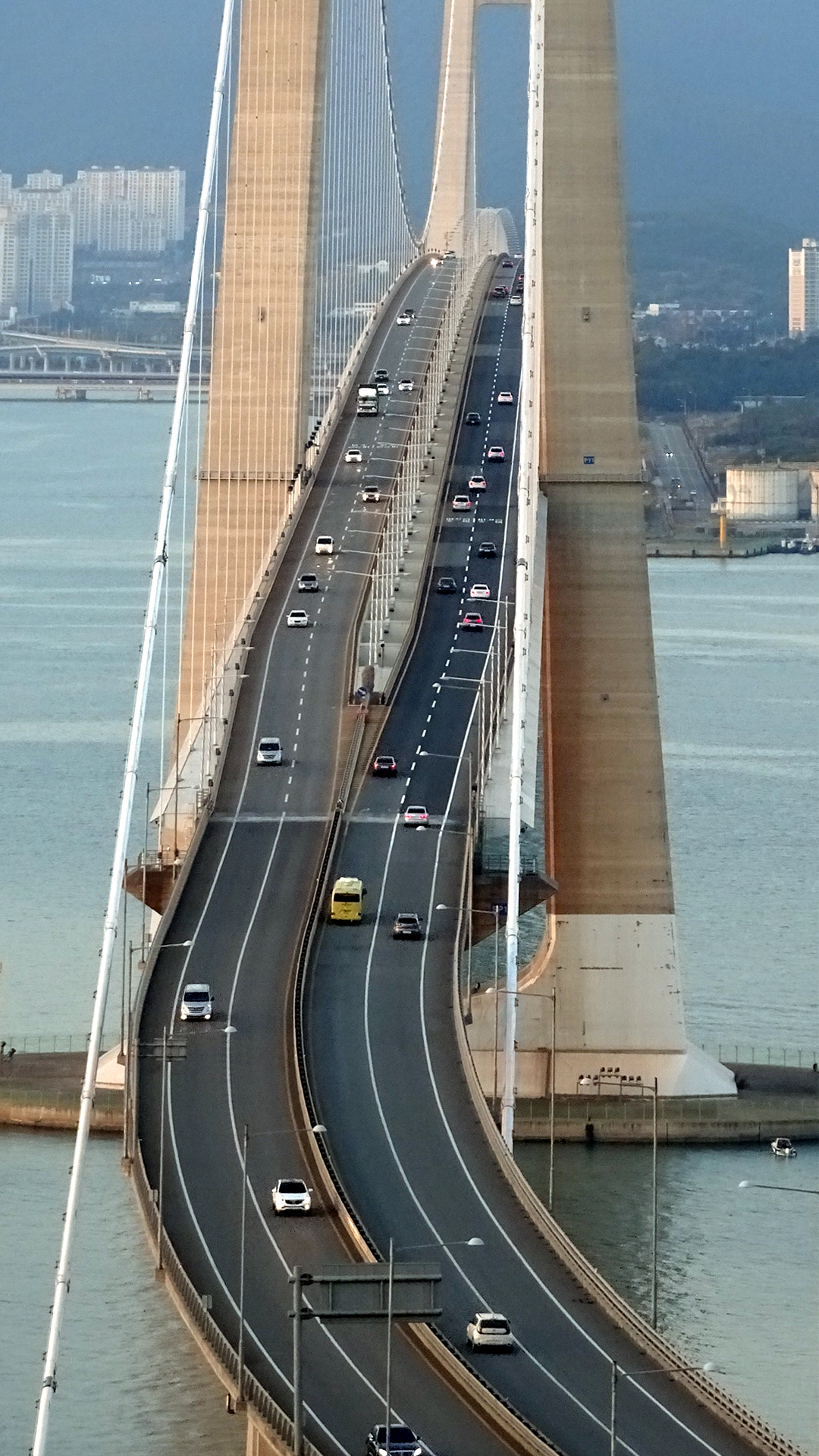
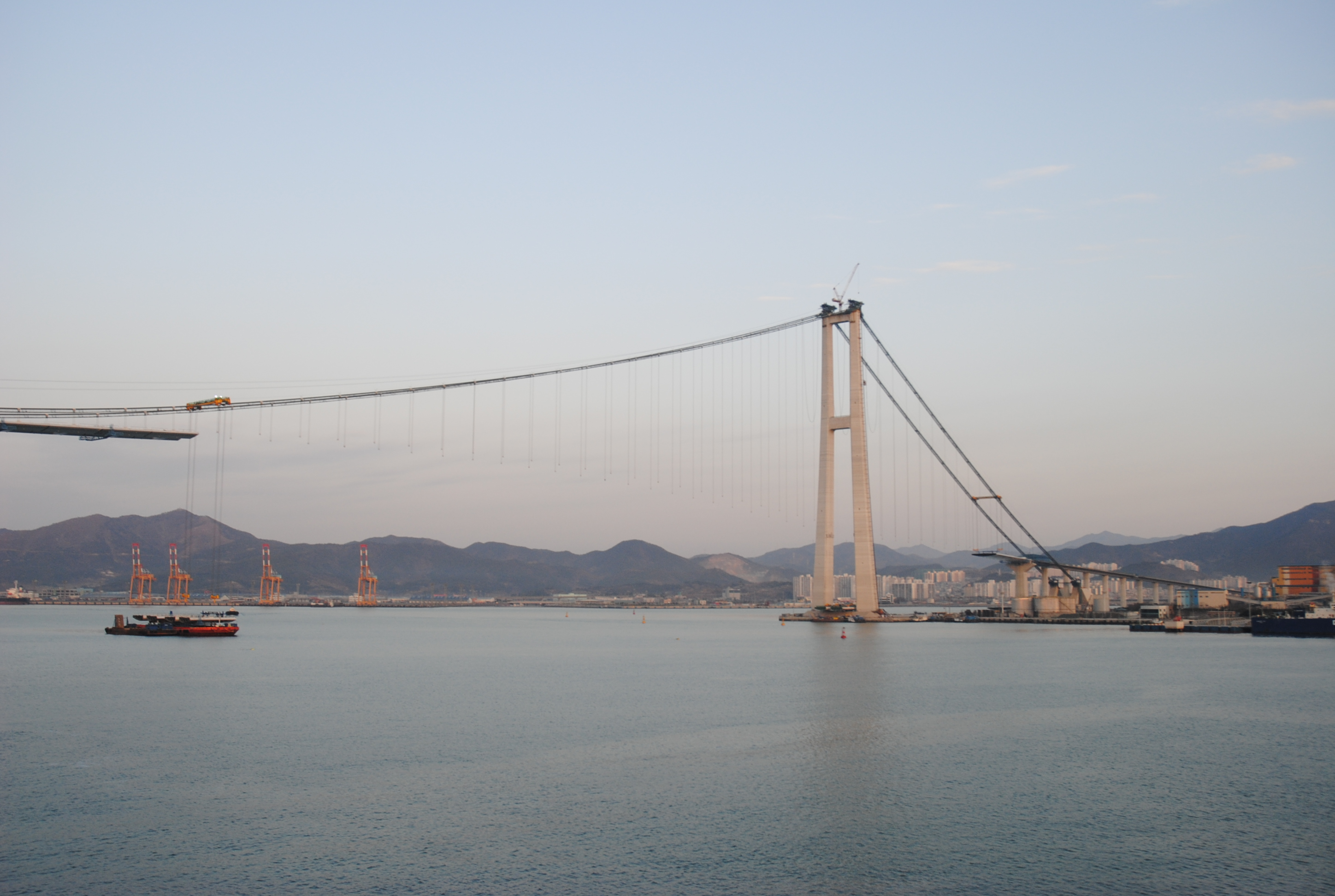
건설 중 사진
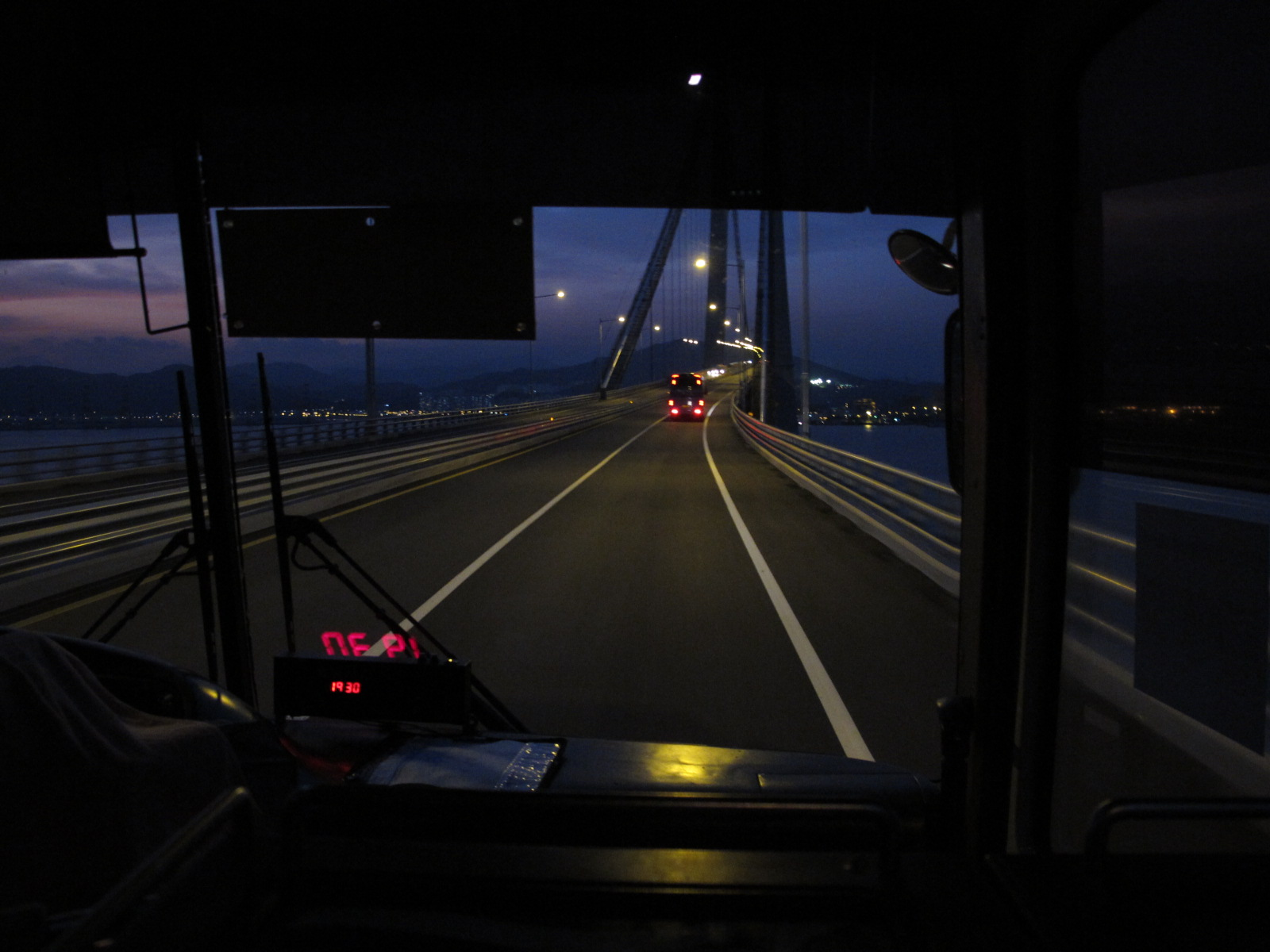
이순신대교
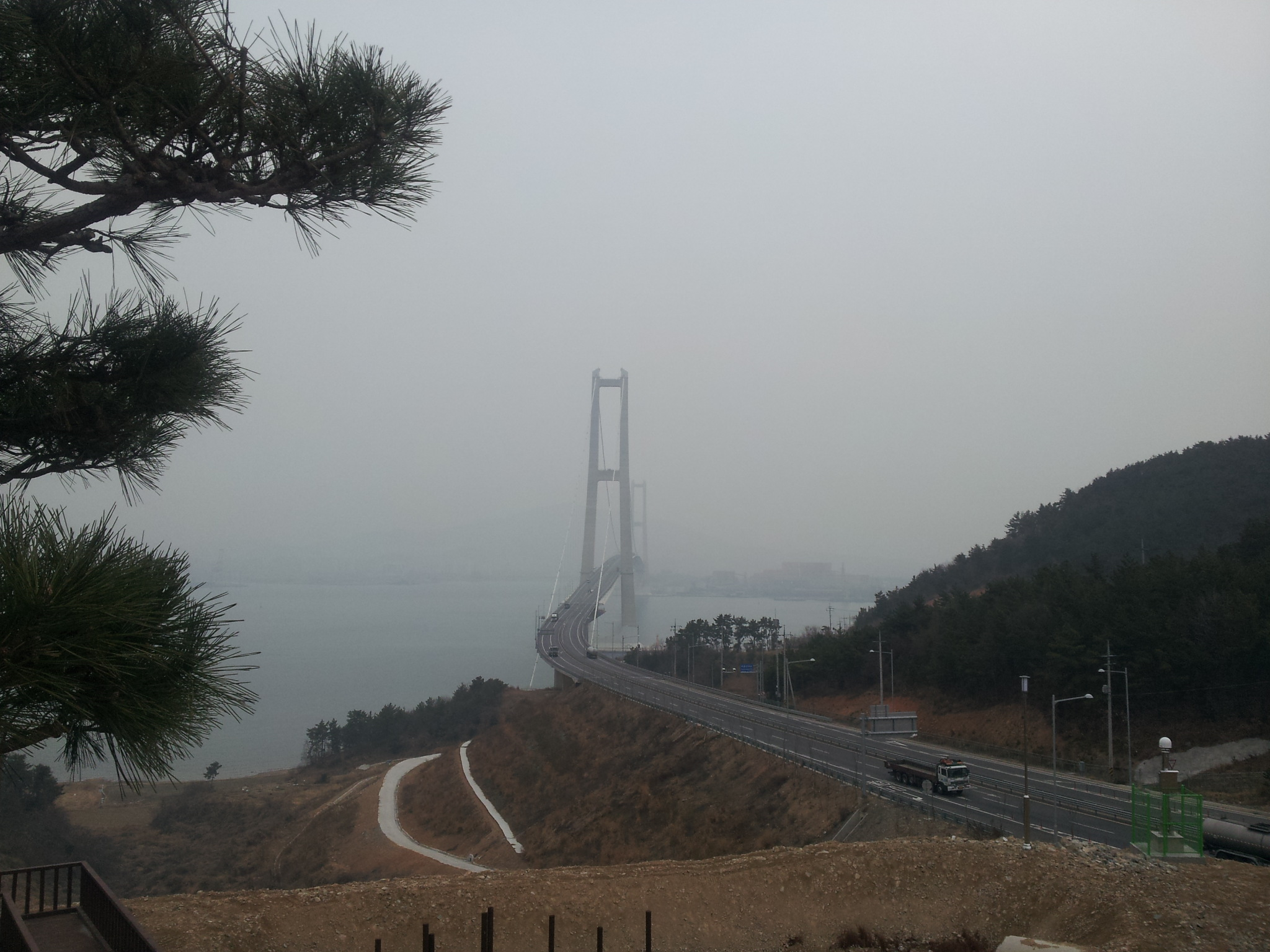

## 주의사항
- 교량에 2륜차 및 사람의 통행금지 표지가 있지만 실제 자동차 전용도로 지정으로 금지된 것이 아니라 아니라 경찰 고시에 의해 금지가 되어 있다.
- 제한속도는 60km/h이다. 구간단속 카메라 설치 구간이므로 운전중 주의가 요구된다.

## 같이 보기
- 노량 해전
- 이순신대로